# Cambio climático en España

Mapa de clasificación climática de Köppen previsto para España para 2071-2100.

Todos los informes publicados por el Panel Intergubernamental del Cambio Climático de la ONU (IPCC) establecen que España padecerá un incremento de las lluvias torrenciales, más olas de calor, un aumento de la salinidad del mar y nevadas menos copiosas.
España se mantiene como el país de la UE que más se aleja de los objetivos de Kioto de reducción de emisiones.
El Parlamento español declaró el Estado de emergencia climática en 2019 y aprobó la Ley de cambio climático y transición energética en 2021.

## Efectos en el clima
Según diversas fuentes la temperatura media en España ha aumentado en el último siglo al igual que en la mayor parte del mundo. La causa de este incremento se asocia al incremento de dióxido de carbono en la atmósfera que actúa aumentando la temperatura de la atmósfera impidiendo que se refleje parte de la radiación solar devolviéndola al suelo. No solo han aumentado las temperaturas a un ritmo de 0,5 grados de media por década sino que las lluvias han visto una fuerte disminución año tras año. Estudios independientes hablan de que en España se elevará la temperatura 6 °C por encima de la media a partir de 2100, haciendo más frecuente las olas de calor. Episodios como la sequía en España en 2017 o las gotas frías en el Levante son desastres acaecidos a raíz de este cambio climático.
Media de lluvia total anual en la España peninsular
Según Millán Muñoz, Director del Centro de Estudios Ambientales del Mediterráneo, las modificaciones en el uso del terreno perturban el ciclo hídrico.[cita requerida] En un sistema típico existe vegetación marginal que recircula parte del agua que se necesita, si esta vegetación se quita, el agua deja de recircular. La deforestación de una zona de 10 por 10 kilómetros, hace que en esa misma zona deje de llover y provoca sequías donde antes llovía abundantemente, todo ello debido a que se destruye el mecanismo natural de bombeo.
Por tanto, junto a los problemas del dióxido de carbono, existen además otros aspectos del cambio climático, como los cambios en el uso del suelo, que podrían revestir, incluso, una mayor importancia y, cuyos efectos serían mucho más inmediatos que los derivados del aumento de los gases de efecto invernadero.
A este respecto, afirma Millán Muñoz, los efectos derivados de los cambios de uso del suelo tienen especial incidencia, entre otros, en España y, es previsible que con el calentamiento global, tales efectos se agraven y multipliquen.

## Opinión de la población sobre el tema
Según la encuesta de 2007 de ecología y medio ambiente del CIS, más de la mitad de los españoles se consideran poco informados acerca de temas del medio ambiente, y un 48% además piensa que aunque los españoles están interesados, no están suficientemente preocupados por los problemas del medio ambiente, junto a un 29,3% que dice que tienen muy poco interés y preocupación por estos problemas. Estos datos chocan frontalmente tanto con las ideas apocalípticas de muchos respecto al cambio climático, como con las de los escépticos. Para formarse una opinión del tema es necesario tener una conciencia ecológica, fomentar una educación cívica y respetuosa con el medio ambiente, y conocer algunos datos básicos que respalden nuestros argumentos. 
También según este estudio, a la pregunta de cuáles son los dos problemas más importantes, relacionados con el medio ambiente, en el mundo, la respuesta mayoritaria es el cambio climático, según más de una cuarta parte de la población. A este le siguen otros estrechamente relacionados: la contaminación en general (15,2%), la contaminación atmosférica (10,3%) y la contaminación industrial (9,6%). Pero el dato realmente alarmante de esta encuesta es que el estado del medio ambiente perjudica la salud de la población bastante para casi la mitad de la población y mucho a uno de cada cuatro. Quizá de ahí que los hábitos de consumo y ciertas actitudes y actividades como el reciclado se estén popularizando cada vez más. Este mismo estudio revela datos esperanzadores y arroja muy buenas cifras respecto a la conciencia ecológica de la población española.
A raíz de la publicación del estudio La sociedad ante el cambio climático: conocimientos, valoraciones y comportamientos en la población española de la Universidad de Santiago de Compostela en colaboración con la Fundación MAPFRE (2009), se apunta que la población española es una de las más sensibilizadas respecto al tema en la Unión Europea, con un 70% de media de encuestados que manifiestan su preocupación o interés, en contraste con el 50% de media del conjunto de la UE. Recientemente se han llevado a cabo nuevos estudios regionales sobre la percepción ciudadana del cambio climático. En el estudio sobre Efectos constatados y percepción del Cambio Climático en el medio rural de Castilla-La Mancha  interpretando el reto que representa este fenómeno, y desarrollando futuras estrategias y planes que nos permitan la mitigación y adaptación al cambio climático.
La evolución en la percepción del cambio climático ha sufrido un crecimiento paulatino, por lo que decimos que la opinión pública ha aumentado su nivel de concienciación a lo largo del presente siglo, debiéndose esto a la difusión de los medios de comunicación.
La principal causa del cambio climático esgrimida por la comunidad científica (presencia de gases nocivos en la atmósfera) se traduce en la opinión pública al señalar la actividad humana como causante principal del mismo. Esto deja ver que la opinión pública tiene asumido, en su mayoría, que son las acciones del hombre las que provocan la existencia y agravamiento del problema hoy en día.
En relación con los medios de comunicación, puede afirmarse que en los últimos años estos son la principal fuente de formación de una opinión pública en relación con el cambio climático. Los datos ofrecidos señalan que los ciudadanos reconocen a los profesionales de los medios como principales interlocutores y contribuyentes a la formación de su conocimiento. 
La alta y progresiva concienciación de la opinión pública española contrasta con la disposición de la misma a actuar en consecuencia, pues ésta no se corresponde con los conocimientos que se poseen sobre el tema, principalmente cuando supone renunciar a las comodidades existentes en su vida cotidiana.
Desde 2019 miles de españoles han participado en movilizaciones contra el cambio climático, destacando las marchas organizadas por el movimiento Fridays For Future y especialmente las Manifestaciones por el clima de septiembre de 2019.

## Gases de efecto invernadero en España

### Carbón
España es el cuarto país consumidor de carbón de la Unión Europea.
La central térmica de As Pontes, propiedad de Endesa, es la mayor fábrica de cambio climático de España y una de las mayores de Europa. Consume cerca de nueve millones de toneladas de carbón, lo que supone más del 20% de todo el carbón consumido en España, y recibió gratuitamente el 80 % de los derechos de emisión en el periodo 2005-2007.